# Трекбол

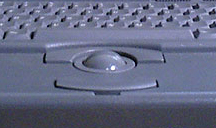
Трекбол вбудований в ноутбук

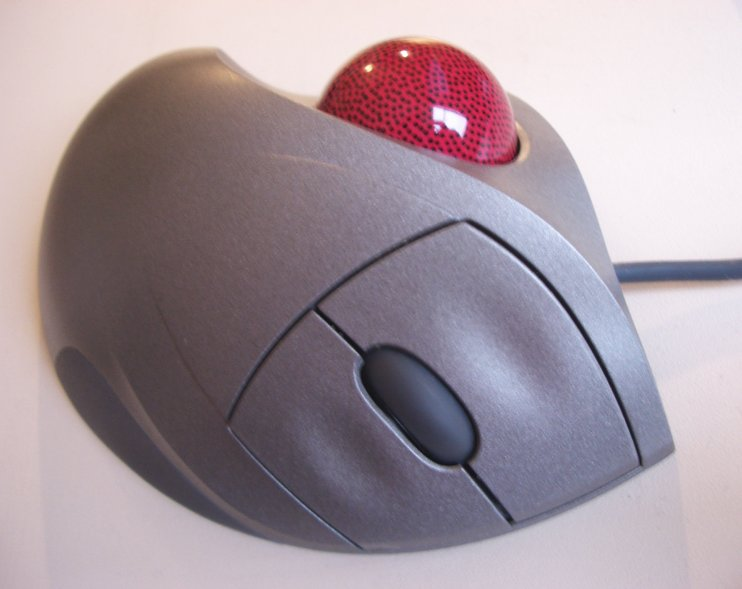
Трекбол вбудований в комп'ютерну мишу

Трекбол (Trackball, вимовляється /ˈtrækˌbɔːl/) — пристрій, вмонтований у переносний комп'ютер і призначений для маніпулювання «курсором». Аналог миші для переносних комп'ютерів (ноутбук).
Активний елемент — кулька, що слідкує (track ball), що обертається у довільному напрямку за допомогою пальця. Пара сенсорів відслідковує обертання кульки у горизонтальному та вертикальному напрямах. Графічний курсор на екрані відтворює ці рухи. У використанні трекбол, як правило, складніший ніж маніпулятор миша.
Розрізняють також touchpad.